# AFC 지도자 라이선스
AFC 지도자 라이선스(AFC coaching licences)는 AFC 회원 중 지도자 자격을 증명하는 문서이다.

## 대한민국에서의 지도자 자격증
대한축구협회 지도자 교육규정 3조에서는 ‘지도자라 함은 협회가 발급하는 지도자 자격증을 취득하고, 팀의 감독 또는 코치(GK코치 포함)로서 활동을 하는 자를 말한다’며 ‘지도자의 정의’를 정했다. 그렇기에 대한축구협회에 등록된 팀에서 축구 지도자를 하기 위해서는 대한축구협회가 발급한 지도자 자격증이 필수적이다. 또한 외국 협회나 대륙 연맹에서 발급된 지도자 자격증 역시 허용되기에 외국인 감독들도 K리그 등 국내에서 따로 대한축구협회에서 발급한 지도자 자격증이 없어도 지도자 역할을 하는 것이 가능하다.
지도자 자격증을 얻기 위해서는 협회가 진행하는 강습회에서 해당 교육을 이수해야 한다. 대한축구협회는 아시아축구연맹으로부터 자체적으로 지도자 강습회를 진행할 수 있는 권한을 부여받았기에 대한민국 내에서 AFC 라이선스를 받는 것이 가능하다. 각 강습회 신청 조건이 존재하며 축구 선수 출신, 특히 국가대표로 활약한 선수들에게는 신청 조건에서 이점을 주기 때문에 비선수 출신보다는 국가대표로 일정 수준 활약했던 사람들이 신청 조건에 있어서 더 유리하다.

### 자격증 순서
컨디셔닝
- KFA Fitness Lv1 → AFC Fitness Lv1 → AFC Fitness Lv2

필드
- KFA D → AFC C → AFC B → AFC A → AFC P

GK
- AFC GK Lv1 → AFC GK Lv2 → AFC GK Lv3

FUTSAL
- AFC FUTSAL Lv1 → AFC FUTSAL Lv2 → AFC FUTSAL Lv3 → AFC FUTSAL P

## 같이 보기
- UEFA 지도자 라이선스